# Endlers guppy
Endlers guppy, Poecilia wingei, är en färgrik levandefödande tandkarp nära släkt med guppy, Poecilia reticulata. Endlers guppy fick status som egen art den 25 mars 2006.
I naturen lever Endlers guppy på halvön Paria, i delstaten Sucre i nordöstra Venezuela. Den har genom åren infångats av flera olika ichtyologer och systematiker, bland andra John Endler, som var den första att introducera arten för akvariehandeln. Renrasig Poecilia wingei förekommer emellertid sällan i handeln, men är vanlig bland medlemmar i specialorganisationer med inriktning på just ungfödande tandkarpar.
Precis som den vanliga guppyn är Endlers guppy en produktiv fisk, som är lätt att få yngel av. Den kan korsas med guppy, och hybriderna är fertila. De flesta exemplar som i akvariehandeln säljs som "Endlers guppy" är i själva verket sådana hybrider, även om vildfångad, äkta Endlers också förekommer sporadiskt.
De är tåliga och anpassningsbara akvariefiskar, som föredrar hårt, gärna basiskt och ganska varmt vatten. Ju varmare vattnet är, desto snabbare växer fiskarna; emellertid kan en konstant hög vattentemperatur kraftigt öka deras metabolism, vilket förkortar livslängden. De kan hållas i vattentemperaturer omkring 18–29 °C, men den optimala temperaturen ligger i intervallet 24–27 °C. Honorna av Endlers guppy är dräktiga i cirka 28 dagar.